# Вертискос
Вертискос или Берово (грч. Βερτίσκος) је насељено место у општини Лагадина у периферији Средишња Македонија, Грчка. Према попису из 2021. године било је 252 становника.
Према бугарском географу и историчару, Василу Канчову, у Вертискосу је 1900. године живело 1.100 Грка. Бугарски историчар и етнограф Владимир Караманов, 1939. године бележи да су становници села Вертискос словенског порекла.